# Thesium dollineri
Espèce
Classification APG III (2009)
Thesium dollineri est une espèce de plante européenne de la famille des Santalaceae.

## Description
Thesium dollineri est une plante herbacée annuelle, partiellement vivace, qui atteint une hauteur de 6 à 15 centimètres. 
Deux formes différentes peuvent apparaître aux mêmes endroits : Les spécimens qui fleurissent en automne développent de longues branches latérales fleuries (coflorescences) le long de la pousse principale. Cependant, les spécimens qui hibernent chassent de l'hypocotyle de nombreuses pousses florales non ramifiées. Cette dernière forme s'appelait Th. simplex et est parfois décrit comme une sous-espèce Thesium dollineri subsp. simplex. Les feuilles alternes sont simples, non divisées, étroites et linéaires, entières et ont une nervure foliaire.
La période de floraison des Thesium dollineri en Europe centrale s'étend d'avril à septembre. L'inflorescence est une grappe. Le pédoncule de 1 à 3 mm de long a trois bractées à l'extrémité supérieure, directement en dessous de la fleur : une bractée de couverture, dont la tige est envahie par la tige de la fleur, et deux petites bractées sur le côté. Alors que la lame de la bractée est de la même longueur à quatre fois plus longue que le fruit, les petites bractées ont approximativement la longueur du fruit.
Les fleurs ont un tépale marqué par la symétrie radiale, qui a cinq, parfois seulement quatre, extrémités blanches à l'intérieur et vertes à l'extérieur. Pendant la saison de fructification, les pointes du tépale s'enroulent vers le bas. La fleur a quatre à cinq étamines et un ovaire inférieur avec un stylet. Les fruits réticulés sont au moins aussi longs que le pédoncule et trois à quatre fois plus longs que le tépale enroulé.

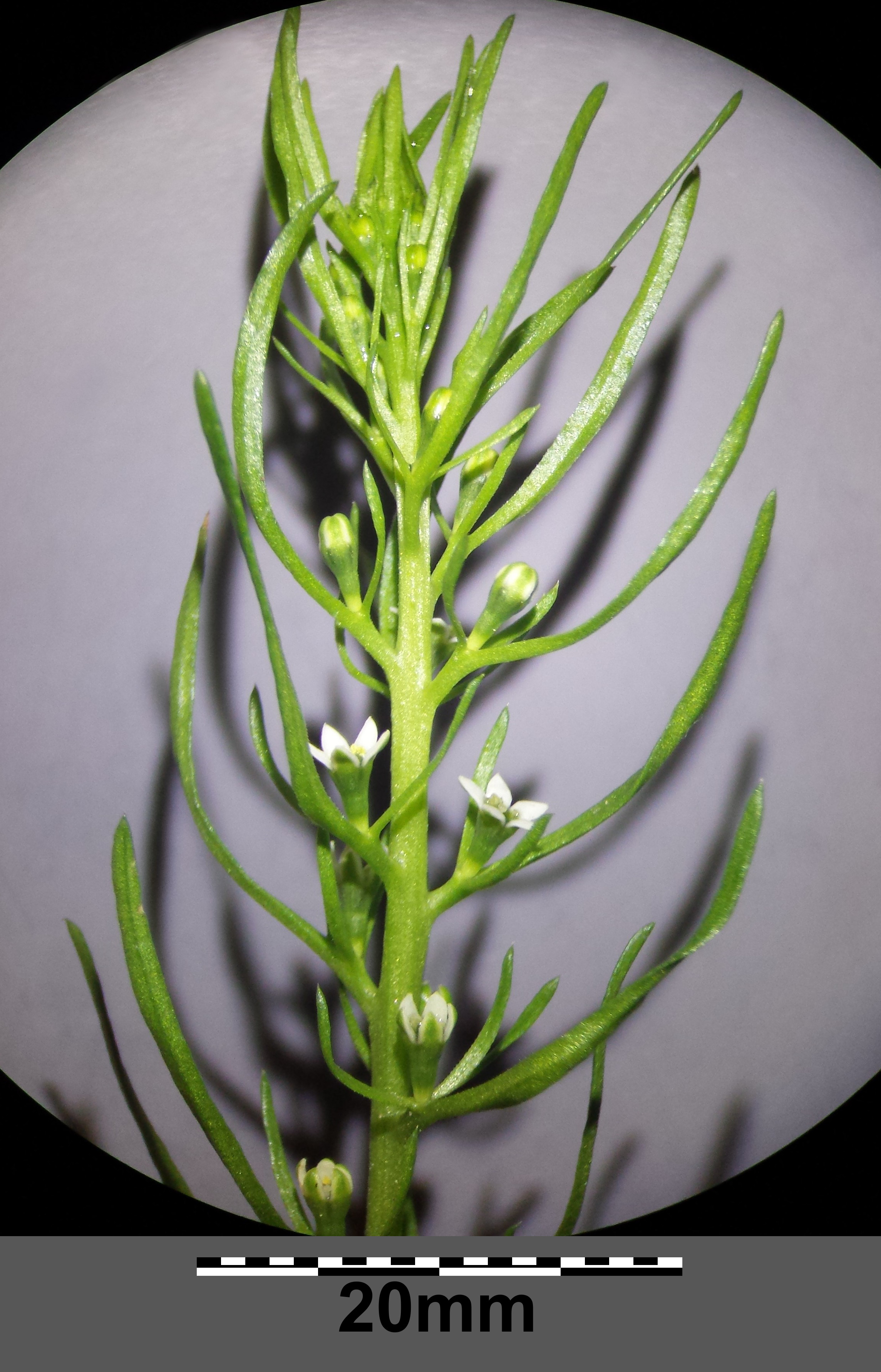
Inflorescence en grappe
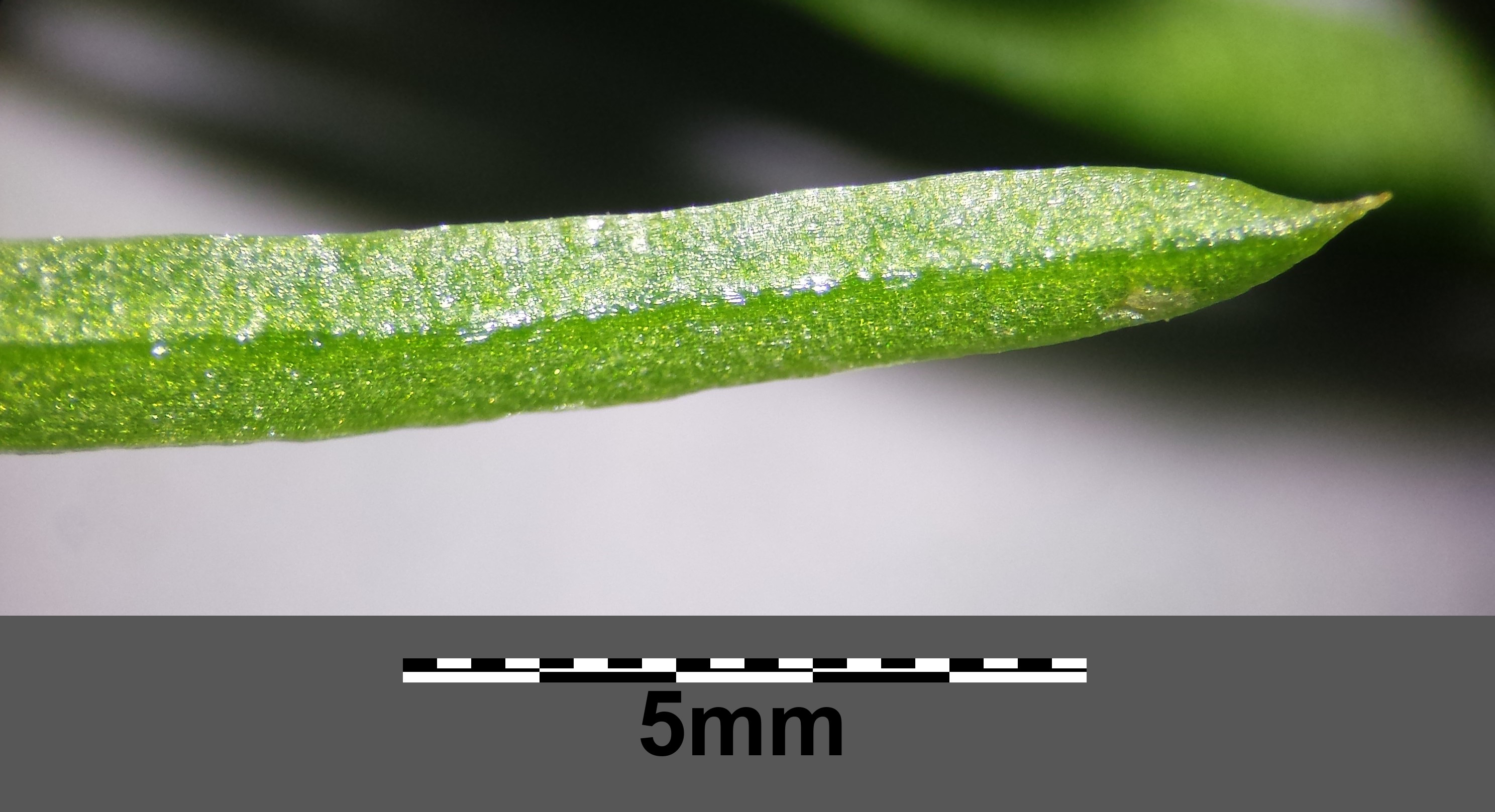
Feuille
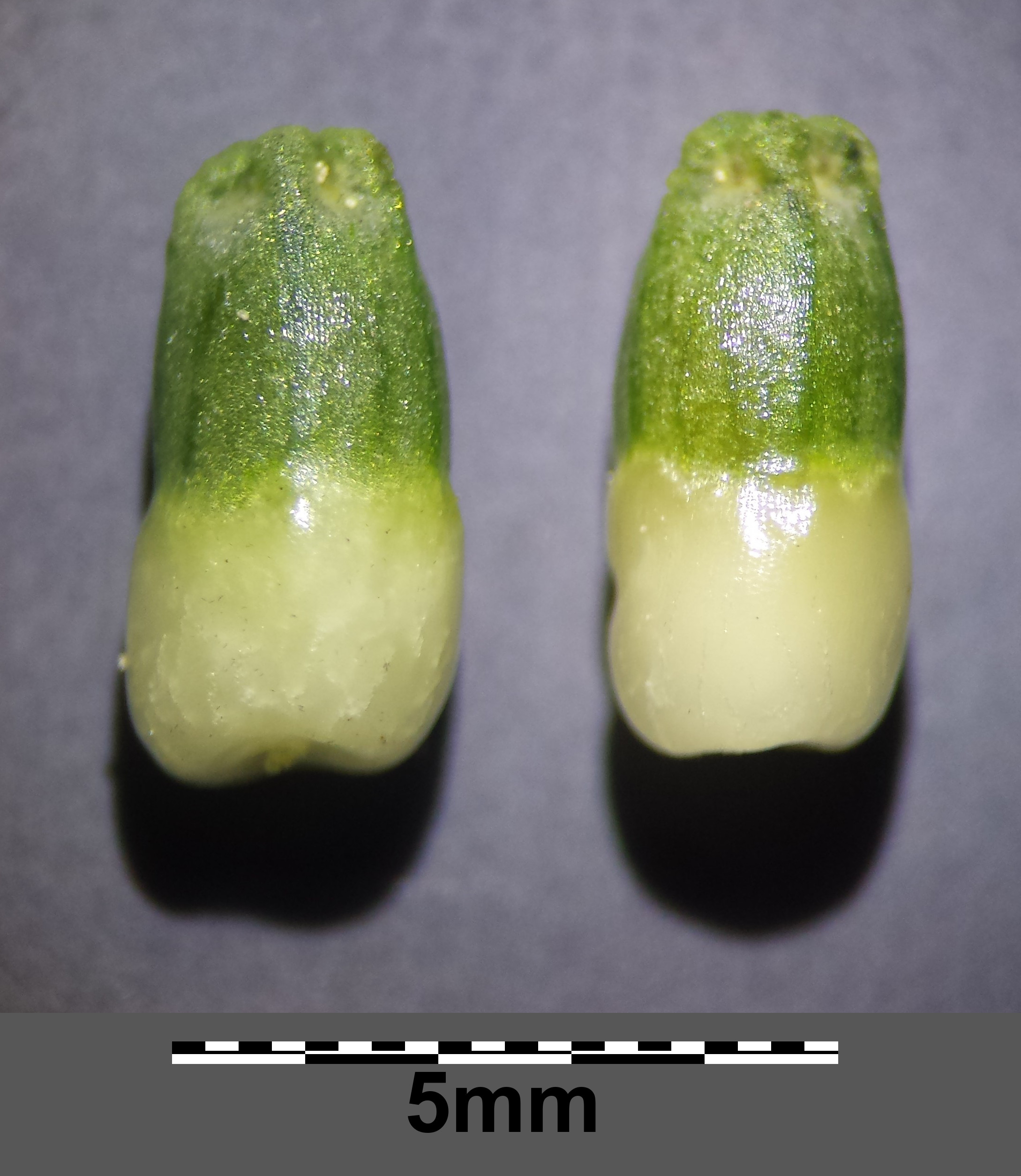
Fruit
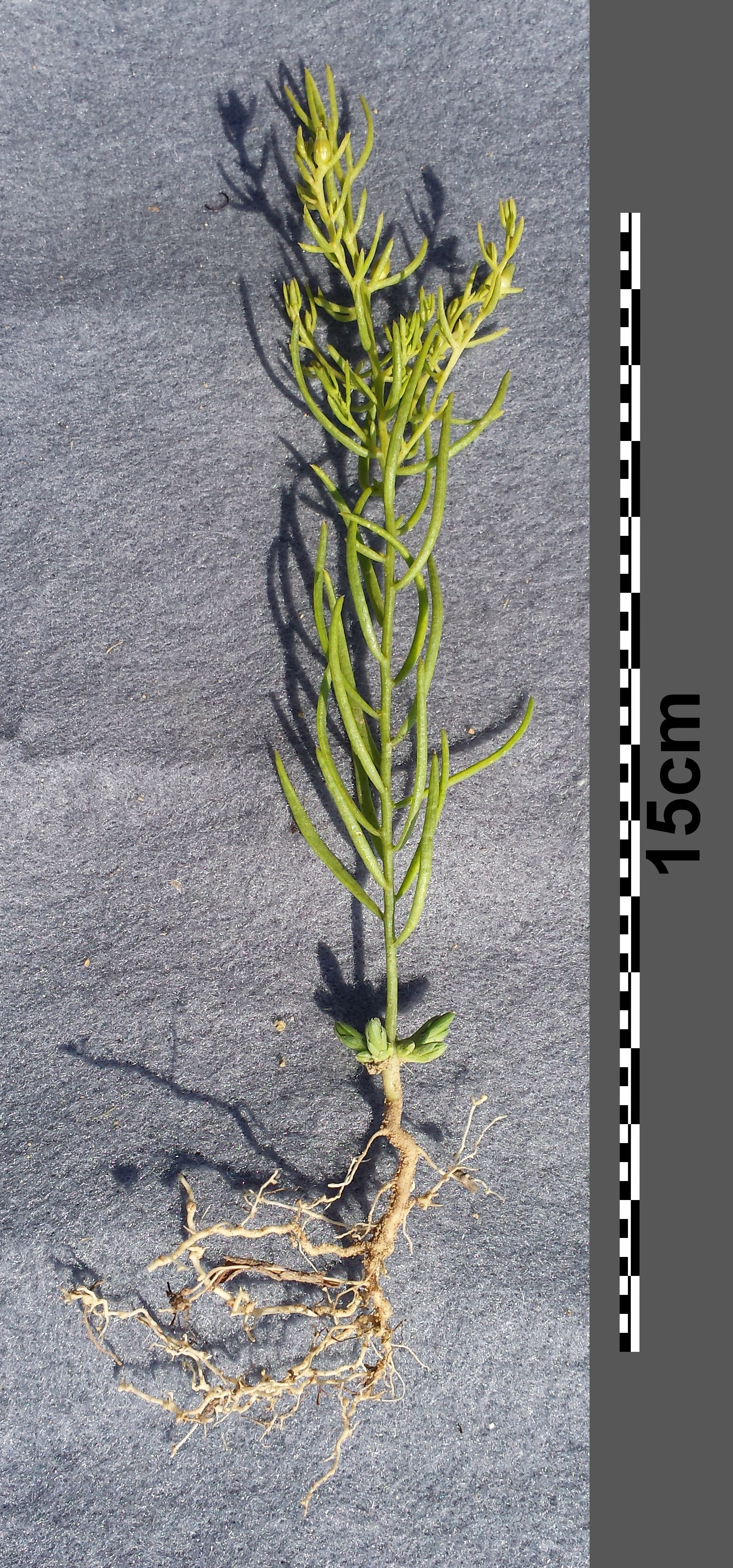
Plante en entier

## Répartition
Thesium dollineri se trouve principalement dans les Balkans et en Europe de l'Est. Dans la région germanophone, cette espèce n'est indigène qu'en Autriche.
En Autriche, Thesium dollineri se rencontre rarement sur les prairies sèches, l'herbe sèche et les talus à l'étage collinien. Les gisements autrichiens sont limités à la région pannonienne des Länder de Vienne, de Basse-Autriche et du Burgenland. Thesium dollineri est considéré comme étant en grand danger.

## Écologie
Thesium dollineri est un thérophyte, parfois un hémicryptophyte. Elle est une plante hémiparasite : les racines du Thesium pénètrent dans les racines des plantes hôtes à l'aide de l'haustorium et en retirent les nutriments.
Thesium dollineri est une plante hôte du champignon Erysiphe thesii (sv) et du puceron Aphis thesii (sv).